# Hideyoshi Akita
Hideyoshi Akita (jap. 秋田 英義, Akita Hideyoshi; * 23. Juli 1974 in der Präfektur Kyoto) ist ein ehemaliger japanischer Fußballspieler.

## Karriere
Akita erlernte das Fußballspielen in der Schulmannschaft der Sakuyo High School. Seinen ersten Vertrag unterschrieb er 1993 bei Nagoya Grampus Eight. Der Verein spielte in der höchsten Liga des Landes, der J1 League. Danach spielte er bei Blaze Kumamoto (1995–1997) und Nagoya SC (1998–2006). Im Oktober 2006 wechselte er zum Drittligisten FC Kariya. Für den Verein absolvierte er 25 Spiele. Im Juli 2007 wechselte er zum Ligakonkurrenten Gainare Tottori. Für den Verein absolvierte er 43 Spiele. 2009 wechselte er zum Zweitligisten FC Gifu. Für den Verein absolvierte er 105 Spiele. Danach spielte er bei Nagoya SC (2013). Ende 2013 beendete er seine Karriere als Fußballspieler.